# 青春INGS ゆう子とヘレン
『青春INGS ゆう子とヘレン』（せいしゅんいんぐす ゆうことヘレン）は、1982年（昭和57年）10月15日-1983年（昭和58年）3月25日まで、関西テレビの金曜日19:00-19:30枠で放送された、宝塚映画制作のテレビドラマ（阪急ドラマシリーズ）。全23話。

## 概要
なんでも屋のアルバイトに励む女子大生の北原ゆう子と、ホームステイで北原家に住むことになったアメリカの女子大生・ヘレンの、日常的な騒動をコミカルに描いた青春ドラマ。
本編終了後には、ゆう子とヘレンによる英会話のコーナーが設けられていた。
本作をもって、1982年4月より1年間続いた金曜19:00 - 19:30における『阪急ドラマシリーズ』の関西テレビとフジテレビの同時ネットは終了。関西テレビでは引き続き次作『くたばれ かあちゃん!』から最終作『学校の怪談』（1994年）まで金曜19:00で放送された一方、フジテレビでは阪急Gが本作をもってスポンサーから降板し、放送枠を金曜16:00に移動、その後は土曜早朝や日曜早朝で放送された。

## スタッフ
OPクレジット順
脚本
田代淳二、加瀬高、畑嶺明
プロデューサー
柏原幹（関西テレビ）、堀内真郎（宝塚映画）
音楽
宮崎尚志
撮影
石田寿昭（第13話まで）、久保久雄（第14話以降）
美術
福田弘
照明
竹山直行
録音
竹中直
編集
山口雪路
整音
田辺明治（第9話まで）、湯浅重雄（第10話～第16話）、松下薫（第17話以降）
音効
山口幸雄
タイトル構成
安井悦朗
記録
城所夏子
計測
上新照幸
製作主任
横手勝弘（第13話まで）、藤井重俊（第14話以降）
製作進行
吉本憲正
衣装デザイン
立亀長三
メーク
堺かつら
助監督
平間厚
現像
東洋現像所
衣装協力
株式会社パリス、東レシルック、村上産業株式会社
協力
芦屋大学（第4、9、10、19、21話）、宝塚ホテル（第13話）、丸福貸衣装店（第13話）
監督
土屋統吾郎、三浦紘、高野昭二、林宏樹、小田切正明、坂上勇

## メインキャスト
北原ゆう子 / 斉藤とも子
女子大生。大学生同士でなんでも屋の「YoRoZu & ナンデモ」をアパートの一室に開き、人材派遣のアルバイトを行っている（借主は倉田正雄）。
第13話では、そっくりの女性・三隅久美子（演：斉藤とも子、二役）が登場した。
ヘレン / ヘレン笹野
アメリカから来た女子大生。日本の民話を研究している。
北原信二 / 加藤和夫
ゆう子の父。大学の教授。第1～12、15～19、21～23話。
北原泰子 / 北川恵
ゆう子の母。専業主婦。第1～12、14～19、21～23話。
北原達也 / 西川直樹
ゆう子の弟。いたずら好きの小学生。第1～9、11、12、16、19、21、23話。
北原巴 / 高杉早苗
ゆう子の祖母で、信二の母。第1～12、15～19、21話。
「YoRoZu & ナンデモ」のメンバー
西田和美 / 増岡美樹（第1話～第4話）、田中由香（第5話～第7話、第9話～第16話）
- 第13話以降は「西田加代」とクレジットされている。

吉本伸吾 / 三木勝智（第1～6、9～12、14～20、22、23話）
平川修 / 住若博之（第1～6、8～11、16～23話）
友田春樹 / 上野進（第1、2、4～6、9～11、14～18、20～23話）
岡田守 / 岡村英紀（第10、11、17、20、23話）
倉田正雄 / 冨家規政（第16話）
今井夏江 / 徳田尚美（第17話～第23話）

## サブタイトル、ゲスト
| 話数 | サブタイトル           | 脚本     | 監督       | ゲスト |
| ---- | ---------------------- | -------- | ---------- | --- |
| 1    | バイトでガッツ!!       | 田代淳二 | 土屋統吾郎 | レツゴー三匹 正児（石上堅造） |
| 2    | 意地悪だっていいの!!   | 田代淳二 | 土屋統吾郎 | レツゴー三匹 長作（荒井辰三） |
| 3    | はなれて下さい         | 田代淳二 | 三浦紘     | 草川祐馬（木暮安彦）、中村久美（岡野カオリ） |
| 4    | ああ! 家なき子         | 田代淳二 | 三浦紘     | 森秀人（教授）、元谷公美（大月まどか）、 下元年世（大月義之）、青地章子（大月信江）、 |
| 5    | あんな奴、出ていけ!!   | 田代淳二 | 土屋統吾郎 | 森川正太（風間昌之） |
| 6    | 払って下さい           | 田代淳二 | 土屋統吾郎 | 森川正太（風間昌之）、森章二（相沢）、若井はやと（二宮） |
| 7    | お父さんの秘密         | 田代淳二 | 三浦紘     | 関川慎二（中川浩一）、伊藤彰洋（中川修二）、加藤善博（中川啓三）、 町田博子（中川増代）、松尾昌美（東千秋）、 淡城みゆき（若い女）、関京子（看護婦）、後藤基治（警官）                                    |
| 8    | 冬のお化け             | 田代淳二 | 三浦紘     | 小川聡明（祐二）、岡本将（俊彦）、竹内繁樹（正人）、日高久（石塚）、 中矢三平（医者）、酒井くにお（福引の男）                                                                                             |
| 9    | 消えた老紳士           | 田代淳二 | 土屋統吾郎 | 遠山二郎（警官）、河合基至（泉）、真田実（マネージャー）、 岩田直二（市原孝太郎）、加治春雄（運転手）、高橋芙美子（栄）                                                                                   |
| 10   | ライバルをつぶせ       | 田代淳二 | 土屋統吾郎 | 松尾昌美、芦川よしみ（石川真澄）、 松寺千恵美（女）、原一平（靴屋）、小林まさひろ（西村輝夫） |
| 11   | 11人のサンタクロース   | 田代淳二 | 三浦紘     | 二瓶正也（片岡義郎）、芝本正、島村昌子 |
| 12   | 赤ヘルを逃がすな       | 加瀬高之 | 高野昭二   | 長谷一馬（大場清）、火野毅（早見）、須永克彦（佐山）、 南条好輝（川辺）、森田誠（木所）、牧野恵美（夏子）、                                                                                               |
| 13   | 花嫁は二人いる         | 田代淳二 | 高野昭二   | 芝弘（三隅秀之）、新草恵子（三隅邦子）、 大河範泰（相川義親）、東道子（相川文代）、丸尾紘一郎（主任）、 稲葉ゆきえ（女の子）、宮垣明美（若い女）、久岡かを子、 井上高志（相川利明）、風見章子（三隅綾乃） |
| 14   | かあさんバンザイ!!     | 田代淳二 | 三浦紘     | 目次香（杉野悦子）、佐々山洋一（浜田智司）、丸山みどり（浜田節子）、 新城邦彦（医師）、吉田哲子（看護婦）                                                                                                 |
| 15   | バラとタコ焼き         | 田代淳二 | 三浦紘     | 大村波彦（修二）、渡瀬ゆき（弘子） |
| 16   | ゆう子怒る!            | 畑嶺明   | 高野昭二   | 三田登喜子（倉田敏江）、西浦歩実（河村清美）、 竹中延行（店員）、下田武応（警官） |
| 17   | 風船が呼んだ           | 田代淳二 | 高野昭二   | 久仁亮子（絹川節子）、北城真記子（南条マリ）、 中村幸枝（女の子）、小野朝美（主婦） |
| 18   | 正義は人の為ならず?    | 畑嶺明   | 林宏樹     | 上方柳次（支配人）、笹吾朗（従業員）、山口幸生（主任）、 太宰久雄（中沢） |
| 19   | 好きです、ゆう子さん!  | 畑嶺明   | 小田切正明 | 竹内健一（土田文彦）、中村英哉（大学生）、北川晶子（伊沢由紀子）、 川上麻衣子（小池理恵） |
| 20   | 消えたエンゲージリング | 田代淳二 | 坂上勇     | 石屋智子（美知代）、栖原こずえ（真澄）、久野陽子（絹子）、 北見唯一（長沢）、吉田由美子（相原かなえ）、 山之内滋美（青木貴子）、美木良介（高山良彦）                                                      |
| 21   | こんにちは赤ちゃん     | 加瀬高之 | 坂上勇     | 青山京子（今村ひかる）、永島美奈（孝）、川上哲（大助）、 |
| 22   | ゆう子さん、結婚して!  | 畑嶺明   | 高野昭二   | 多々良純（田島茂造）、MAKOTO、笑福亭学光 |
| 23   | さよなら・アゲイン     | 田代淳二 | 高野昭二   | 笑福亭鶴志、村田浩之 |